# ولادیمیر سامسونوف
ولادیمیر سامسونوف (بلاروسی: Уладзімір Самсонаў؛ زادهٔ ۱۷ آوریل ۱۹۷۶) یک بازیکن تنیس روی میز اهل بلاروس است. 
وی در مسابقات کشوری و بین‌المللی در مجموع برنده ۹ مدال طلا، ۱۰ مدال نقره، ۸ مدال برنز شده‌است.